# Jim McKenzie
James P. „Jim“ McKenzie (* 3. November 1969 in Gull Lake, Saskatchewan) ist ein ehemaliger kanadischer Eishockeyspieler und -scout, der im Verlauf seiner aktiven Karriere zwischen 1986 und 2004 unter anderem 931 Spiele für die Hartford Whalers, Dallas Stars, Pittsburgh Penguins, Winnipeg Jets, Phoenix Coyotes, Mighty Ducks of Anaheim, Washington Capitals, New Jersey Devils und Nashville Predators in der National Hockey League (NHL) auf der Position des linken Flügelstürmers bestritten hat. In Diensten der New Jersey Devils gewann McKenzie im Jahr 2003 den Stanley Cup.

## Karriere
McKenzie begann seine Karriere als Eishockeyspieler in der kanadischen Top-Juniorenliga Western Hockey League (WHL), in der er von 1986 bis 1989 für die Moose Jaw Warriors und Victoria Cougars aktiv war. In diesem Zeitraum wurde er im NHL Entry Draft 1989 in der vierten Runde als insgesamt 73. Spieler von den Hartford Whalers aus der National Hockey League (NHL) ausgewählt, für die er in der Saison 1989/90 sein Debüt gab, wobei er in fünf Spielen punktlos blieb. Den Großteil dieser und der folgenden Spielzeit verbrachte der Angreifer in Hartfords Farmteams aus der American Hockey League, den Binghamton Whalers und Springfield Indians. Nachdem er in der Folgezeit als Stammspieler regelmäßig im NHL-Kader der Whalers eingesetzt worden war, wurde der Linksschütze Mitte Dezember 1993 zunächst im Tausch gegen den Ukrainer Oleksandr Hodynjuk an die Florida Panthers abgegeben, ehe diese ihn noch am selben Tag für ein Viertrunden-Wahlrecht im NHL Entry Draft 1995 zu den Dallas Stars weiter transferierten. Die Saison 1993/94 beendete er schließlich bei den Pittsburgh Penguins, die im Tausch für Mike Needham kurz vor dem Ende der Trade Deadline unter Vertrag nahmen.
In der Saison 1994/95 spielte McKenzie ebenfalls für die Pittsburgh Penguins. Anschließend wechselte er im Sommer 1995 als Free Agent in die Organisation der New York Islanders, wurde jedoch noch vor Beginn der Spielzeit 1995/96 im NHL Waiver Draft von den Winnipeg Jets ausgewählt, bei denen er das Spieljahr schließlich verbrachte. Als die Jets im Sommer 1996 umgesiedelt wurden, blieb er im Franchise und unterschrieb bei deren Nachfolgeteam, den Phoenix Coyotes. Für die Coyoteslief der Stürmer bis 1998 in der NHL auf, ehe er im Juni 1998 im Tausch für Jean-François Jomphe zu den Mighty Ducks of Anaheim transferiert wurde. In den folgenden beiden Jahren war der Flügelspieler für die Mighty Ducks und die Washington Capitals, die ihn im Januar 2000 über die Waiver-Liste erworben hatten, aktiv. Am 3. Juli 2000 schloss McKenzie – abermals als Free Agent – einen Vertrag bei den New Jersey Devils ab, mit denen er in der Saison 2002/03 den prestigeträchtigen Stanley Cup gewann. Nachdem er die folgende Spielzeit für die Nashville Predators auf dem Eis gestanden hatte, beendete der 34-Jährige im Sommer 2004 seine aktive Karriere.
Nach einer mehrjährigen Pause arbeitete McKenzie zwischen 2011 und 2013 als Trainer bei den Muskegon Lumberjacks aus der US-amerikanischen Juniorenliga United States Hockey League (USHL). Zur Saison 2013/14 kehrte der Kanadier dann in die NHL zurück und heuerte für drei Spielzeiten als Scout bei den Florida Panthers an. Im Sommer 2016 wechselte er in gleicher Funktion in die Organisation der neu gegründeten Vegas Golden Knights. Dort war er fünf Jahre bis zum Sommer 2021 tätig.

## Erfolge und Auszeichnungen
- 2003 Stanley-Cup-Gewinn mit den New Jersey Devils

## Karrierestatistik
(Legende zur Spielerstatistik: Sp oder GP = absolvierte Spiele; T oder G = erzielte Tore; V oder A = erzielte Assists; Pkt oder Pts = erzielte Scorerpunkte; SM oder PIM = erhaltene Strafminuten; +/− = Plus/Minus-Bilanz; PP = erzielte Überzahltore; SH = erzielte Unterzahltore; GW = erzielte Siegtore; 1 Play-downs/Relegation; Kursiv: Statistik nicht vollständig)